# Centrelus zacatecus
Centrelus zacatecus är en mångfotingart som först beskrevs av Chamberlin 1947.  Centrelus zacatecus ingår i släktet Centrelus och familjen Atopetholidae. Inga underarter finns listade i Catalogue of Life.